# Monorackbahn

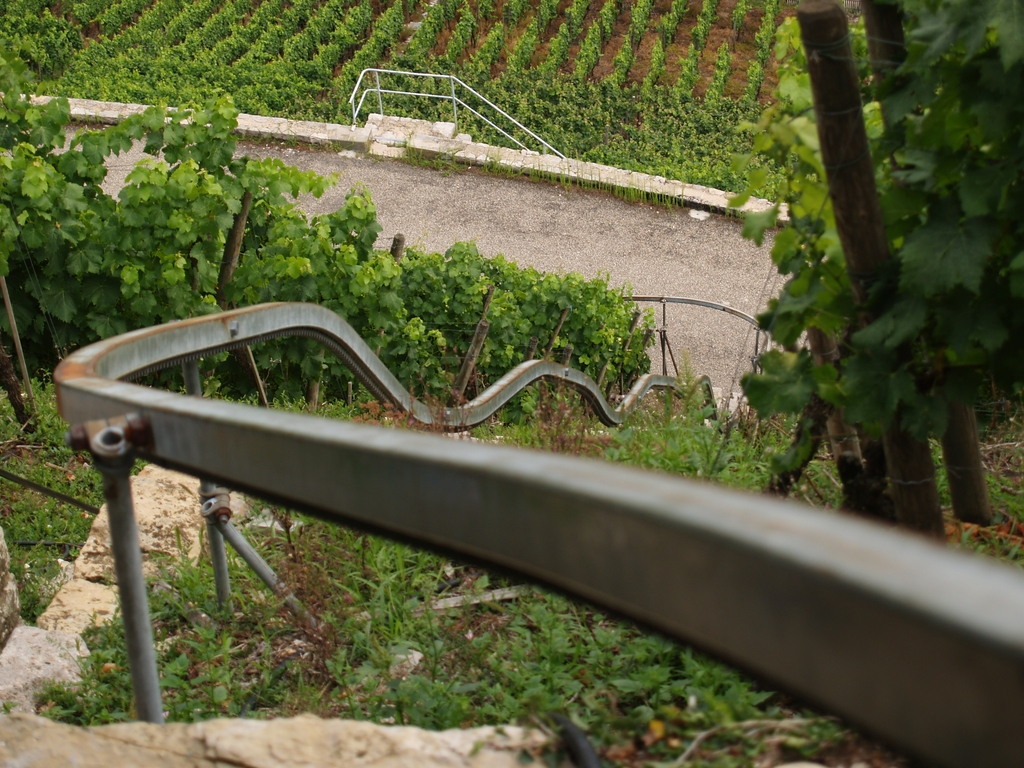
Trasse einer Monorackbahn in den Steillagenweinbergen bei Mundelsheim

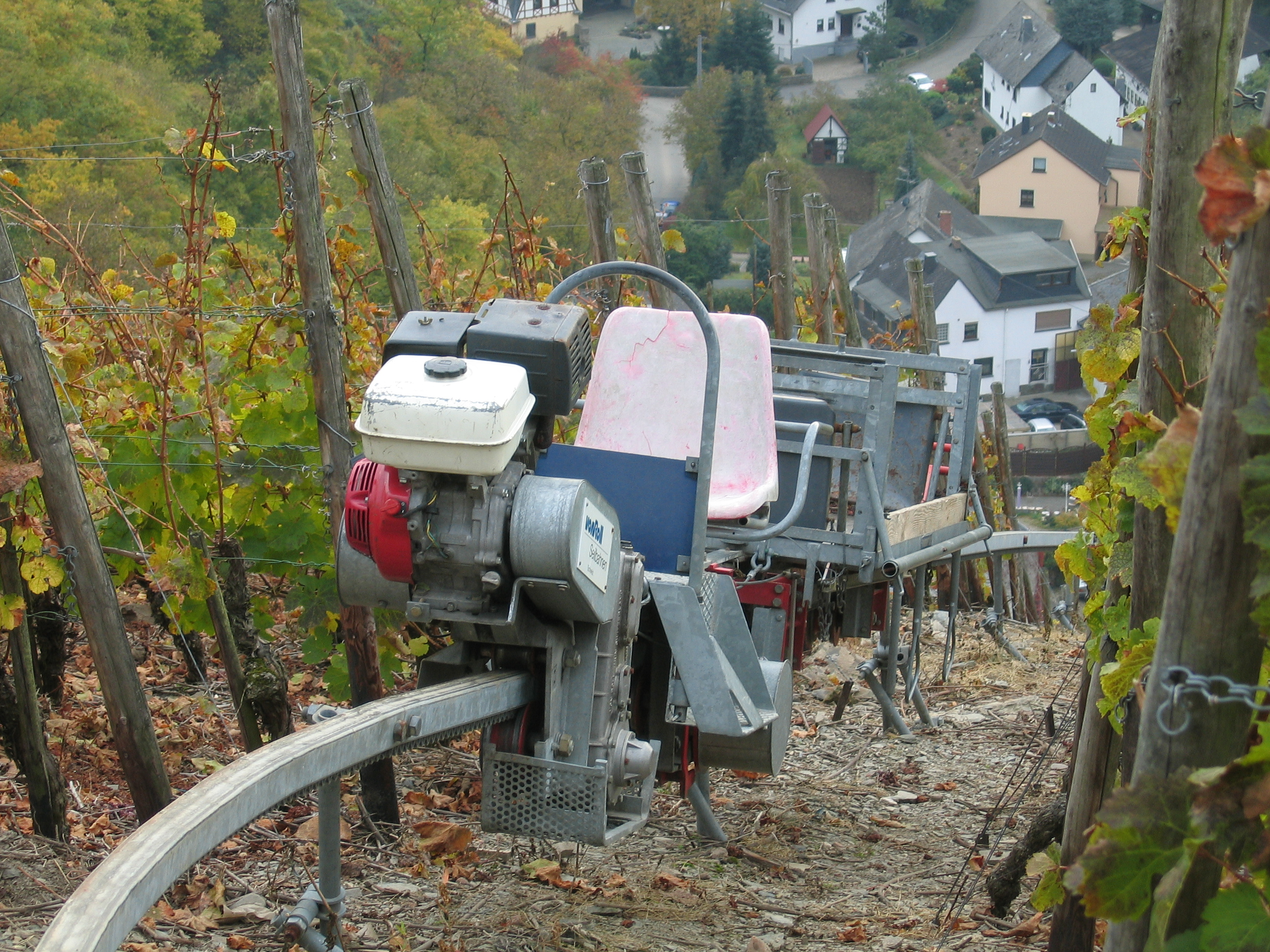
Fahrzeug einer Monorackbahn in einem Weinberg bei Kobern-Gondorf

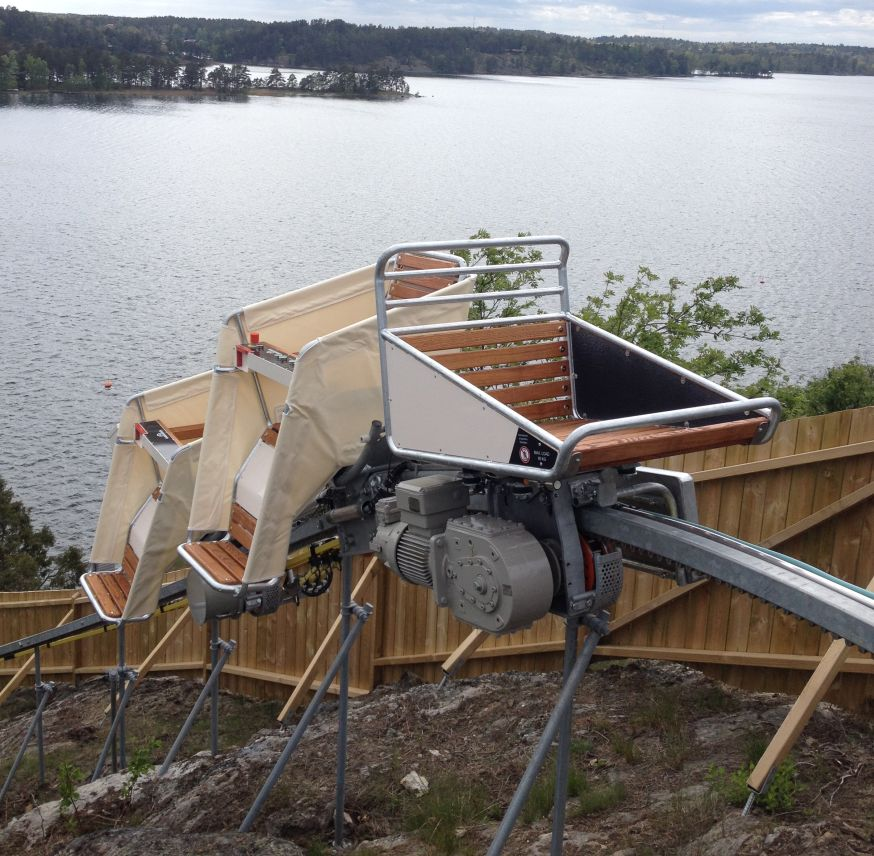
Fahrzeug einer elektrischen Monorackbahn

Monorackbahnen sind Einschienen-Zahnradbahnen zur Überwindung extremer Steigungen in unwegsamem Gelände. Ihre Trassen bestehen lediglich aus Vierkantrohren, die in gewissen Abständen auf Stützen lagern. Sie nutzen unterschiedliche Antriebstechniken und sind in der Lage, bis zu 250 kg Last zu befördern.

## Technik
Die Trasse einer Monorackbahn besteht aus einem Vierkantrohr, an dessen Unterseite eine Zahnstange aufgeschweißt ist. Das Rohr ist auf Stützen gelagert, die im Abstand von einigen Metern seitlich angebracht werden. Dadurch haben Monorackbahnen einen vergleichsweise geringen Flächenverbrauch. Als Fahrzeuge kommen so genannte Monorack-Traktoren mit Diesel-, Benzin- und Elektroantrieb zum Einsatz.
Monorackbahnen können Steigungen von bis zu 100 % überwinden, horizontale und vertikale Kurven sind bis zu einem Radius von 4 Meter möglich. Daher lassen sie sich flexibel an die Topografie anpassen.

## Einsatzgebiete
Ein Haupteinsatzgebiet von Monorackbahnen ist der Steillagenweinbau, wo in topografisch schwieriger Lage schwere Lasten zu transportieren sind. Sowohl Personen als auch Lesegut und Arbeitsgerät wird in den Steillagen, etwa im Wallis, an Mosel und Neckar, mit solchen Bahnen transportiert. Hier kommen meist Traktoren mit Diesel- oder Benzinantrieb zum Einsatz. Zur Erschließung von Liegenschaften in Hanglagen werden dagegen solche mit Elektroantrieb verwendet, seit 2021 existiert zudem ein System für Personen- und Gepäcktransport bis 160 Kilogramm Beladung mit Batterieantrieb mit automatischen Ladestationen an den Endhaltestellen. Zudem kommen Monorackbahnen beispielsweise zur Erschließung von schwer zugänglichen Baustellen zum Einsatz.
Auch die Feuerwehr setzt Monorackbahnen ein. Natürlich sind dies die Bahnen der Winzer. Aber gerade im Calmont (Steilster Weinberg Europas) wird die Feuerwehr regelmäßig zu Einsätzen alarmiert und greift dann immer wieder auf die Monorackbahnen zurück. Für den Calmont-Klettersteig wurde sogar ein Alarm- und Einsatzplan (AEP) erstellt.